# Hippolyte Dreyfus-Barney
Hippolyte Dreyfus-Barney, né Isidore Hippolyte Dreyfus à Paris le 12 avril 1873 et mort à Paris le 20 décembre 1928, a été le premier Français à se convertir au bahaïsme.

## Biographie
Fils d'un agent de change juif du 8e arrondissement de Paris, il fréquente le lycée Condorcet où il côtoie Robert Proust, le frère de Marcel, dans la classe de philosophie d'Alphonse Darlu en 1890. Après sa thèse en droit Des droits de succession du conjoint survivant, soutenue en 1898, il devient le secrétaire de François Thévenet.
Il rend visite en 1903 à Saint-Jean-d'Acre à ʿAbd-al-Bahā, fils du fondateur du Bahaïsme . À son retour, il étudie l'arabe et le persan à l'École pratique des hautes études, où Hartwig Derenbourg et Clément Huart sont ses professeurs.
Il épouse en 1911 Laura Clifford Barney (en) et lui comme son épouse prennent le nom de Dreyfus-Barney. Il est donc le beau-frère de Natalie Clifford Barney et le gendre d'Alice Pike Barney.
Il est inhumé le 21 décembre 1928 au cimetière de Montmartre 2e division.

## Publications et traductions
- Mīrzā Ḥusayn-ʿAlī Nūrī Bahāʾ-Allāh (trad. Hippolyte Dreyfus-Barney), Le Livre de la Certitude (Kitab el-Ikan), un des Livres Sacrés du béhaïsme [« Kitāb-i Īqān »], Paris, Ernest Leroux, 1904
- Mīrzā Ḥusayn-ʿAlī Nūrī Bahāʾ-Allāh (trad. Hippolyte Dreyfus-Barney), Le livre de la certitude [« Kitāb-i Īqān »], Paris, Ernest Leroux, 1923-1928, 2e éd.
- Mīrzā Ḥusayn-ʿAlī Nūrī Bahāʾ-Allāh (trad. Hippolyte Dreyfus-Barney), Les Paroles cachées en persan [« Kalimāt-i maknūna »], Paris, Ernest Leroux, 1905
- Mīrzā Ḥusayn-ʿAlī Nūrī Bahāʾ-Allāh (trad. Hippolyte Dreyfus-Barney), L’Épître au Fils du Loup [« Lawḥ-i Ibn-i Ḏib »], Paris, Honoré Champion, 1913
- ʿAbd-al-Bahāʾ ʿAbbās (trad. Hippolyte Dreyfus-Barney), Les leçons de Saint-Jean-d’Acre : recueillies par Laura Clifford Barney (en) [« al-Nūr al-abhā fī mufāwaḍāt ʿAbd-al-Bahāʾ »], Paris, Presses universitaires de France, 1982, 5e éd. (1re éd. 1909) (ISBN 978-2-13-037588-3)
- Baha’u’llah, Les préceptes du béhaïsme, Paris, Ernest Leroux, 1906
- Baha’u’llah (en trois tomes), L’œuvre de Baha’u’llah, Paris, Ernest Leroux, 1923-1924-1928
- Hippolyte Dreyfus, Le bâbisme et le béhâisme, Religions et Sociétés, 1905
- Hippolyte Dreyfus, Le bahaïsme : conférence du 23 mai 1908 à Lyon, Université de Paris. Faculté de droit et des sciences économiques
- Hippolyte Dreyfus, Essai sur le béhaïsme, Paris, Ernest Leroux, 1973, 4e éd. (1re éd. 1909)
- Hippolyte Dreyfus, Le mouvement bahaï : Rapport de la Conférence du 6e Congrès international du progrès religieux, 1913
- Hippolyte Dreyfus, « Le bahaïsme », Vers l'unité,‎ 1924